# Ukraina – Naprzód!
Ukraina – Naprzód! (ukr. Україна – Вперед!) – ukraińska centrolewicowa partia polityczna. Do 2012 funkcjonowała pod nazwą Ukraińska Partia Socjaldemokratyczna (ukr. Українська Соціал-Демократична Партія, USDP).

## Historia
Ugrupowanie powstało po wyborach parlamentarnych w 1998 z inicjatywy byłego ministra sprawiedliwości Wasyla Onopenki, który został usunięty ze stanowiska przewodniczącego oligarchicznej Zjednoczonej Socjaldemokratycznej Partii Ukrainy. W wyborach prezydenckich w 1999 partia wystawiła swojego lidera, który zajął 8. miejsce na 13 pretendentów, uzyskując 0,5% głosów. W 2001 socjaldemokraci przystąpili do Bloku Julii Tymoszenko, z list którego w 2002 uzyskali 3 mandaty w Radzie Najwyższej IV kadencji.
W wyborach prezydenckich w 2004 ugrupowanie wsparło Wiktora Juszczenkę. W wyborach parlamentarnych dwa lata później jego kandydaci ponownie startowali z listy Bloku Julii Tymoszenko, co przyniosło im 7 mandatów deputowanych.
Jesienią 2006 Wasyl Onopenko w związku z powołaniem na stanowisko prezesa Najwyższego Sądu Ukrainy zrezygnował z funkcji partyjnych. Przywództwo w USDP przejął jego zięć Jewhen Kornijczuk.
W przedterminowych wyborach parlamentarnych z 30 września 2007 socjaldemokraci ponownie wystartowali w ramach BYuT. Lider partii został wpisany na dziesiąte miejsce listy wyborczej. W parlamencie VI kadencji USDP uzyskała ośmiu posłów, z których część później przeszła na stronę rządu Wiktora Janukowycza. W 2011 socjaldemokratów zasiliło paru deputowanych, w tym Natalija Korołewśka, którą wybrano na nową przewodniczącą. Nowa liderka została wykluczona z Bloku Julii Tymoszenko. Doprowadziła też do zmiany nazwy ugrupowania. W 2012 partia nie przekroczyła progu wyborczego. W 2014 działacze partii dołączyli do Bloku Opozycyjnego.

## Przewodniczący
- Wasyl Onopenko
- Jewhen Kornijczuk
- Natalija Korołewśka